# Magdalena Pamuła
Magdalena Pamuła (ur. w Przemyślu) – polska wokalistka i aktorka, autorka muzyki i słów do własnych utworów, tworząca na pograniczu poezji śpiewanej, piosenki aktorskiej i muzyki ludowej. W latach 2015–2022 aktorka Ośrodka Praktyk Teatralnych „Gardzienice” oraz instruktorka zajęć muzycznych i treningu fizycznego Akademii Praktyk Teatralnych "Gardzienice" (2016–2020). Od 2021 aktorka Teatru Lalka w Warszawie.
Uhonorowana Medalem Prezydenta Miasta Lublin z okazji Międzynarodowego Dnia Teatru, w uznaniu za znaczące osiągnięcia w pracy artystycznej oraz stworzenie wielu wybitnych kreacji aktorskich i wokalnych. Laureatka Głównej Nagrody Aktorskiej za rolę Doroty w spektaklu “Czarnoksiężnik z Krainy Oz” w reż. Jarosława Kiliana z muzyką Grzegorza Turnaua na 22. Międzynarodowym Festiwalu Teatru dla Dzieci – Banja Luka w Serbii.

## Życiorys
Urodziła się w Przemyślu, gdzie uczęszczała do Państwowej Szkoły Muzycznej I stopnia w klasie fletu oraz jako solistka i członkini zespołów wokalnych – reprezentowała artystycznie 5. Batalion Strzelców Podhalańskich w Przemyślu. Nagradzana na festiwalach Piosenki Wojska Polskiego. Wielokrotna reprezentantka Wojska Polskiego oraz Wojsk Lądowych na ogólnopolskich festiwalach piosenki artystycznej, a także wokalistka Reprezentacyjnej Orkiestry Wojsk Lądowych. Laureatka wielu festiwali związanych z piosenką artystyczną (m.in. Studencki Festiwal Piosenki, Ogólnopolski Festiwal Piosenki Artystycznej, Ogólnopolski Konkurs Recytatorski w kategoriach: poezja śpiewana oraz teatr jednego aktora).
Po szkole średniej przeprowadziła się do Krakowa, gdzie studiowała Wiedzę o Teatrze na Uniwersytecie Jagiellońskim. Na drugim roku rozpoczęła indywidualny tok studiów pod okiem prof. Włodzimierza Szturca i rozpoczęła naukę w XII Akademii Praktyk Teatralnych "Gardzienice" (2014 – 2016). Po pierwszym roku Akademii dostała zaproszenie do głównego składu zespołu teatru „Gardzienice”, w którym objęła m.in. główne role w spektaklach Ifigenia w A. i Oratorium Pytyjskie, a także jako Kapłanka w Ifigenii w T., Muza w Elektrze, Rachela i Marysia w Weselu. Wyspiański-Malczewski-Konieczny.
Dołączyła do grona pedagogów Akademii Praktyk Teatralnych współprowadząc trening muzyczny, ruchowy i cheironomię – wypracowane na przestrzeni lat w Gardzienicach. Współtworzyła jako pedagożka projekt wyprawy artystyczno – badawczej w Palestynie, na zaproszenie organizacji Sharek Youth Forum , przy wsparciu finansowym Unii Europejskiej, gdzie w trakcie trzy tygodniowej wyprawy artyści „Gardzienic” pracowali z aktorami i muzykami z terytorium całej Palestyny. W finale projektu zaprezentowano 4 publiczne pokazy pracy: w Birzeit, Nablusie, Jenin i Abu Dis. Z teatrem „Gardzienice” występowała m.in. na Porto Franko Gogol Fest Ukraina (2017), Jaffa Fest International Theatre Festival Izrael (2019) oraz w ramach rezydencji artystycznej we współpracy z teatrem Stella Polaris w Norwegii. Ukończyła studia magisterskie z wyróżnieniem (2019). Swoją współpracę z Ośrodkiem Praktyk Teatralnych „Gardzienice” oraz działającą przy teatrze Akademią zakończyła w roku 2020.
W roku 2018 po pokazach spektaklu Wesele. Wyspiański – Malczewski – Konieczny w reż. Włodzimierza Staniewskiego w Starym Teatrze w Krakowie, rozpoczęła współpracę z kompozytorem muzyki teatralnej i filmowej oraz piosenki artystycznej Zygmuntem Koniecznym. Na jego zaproszenie debiutowała autorskim koncertem ...minę, bym dalej mogła biec w Piwnicy pod Baranami w Krakowie. Koncert składa się z pierwszych autorskich kompozycji Magdaleny, pieśni ludowych oraz znanych i najnowszych, dedykowanych Magdalenie, kompozycji Zygmunta Koniecznego do słów m.in. Bolesława Leśmiana, Mirona Białoszewskiego, Agnieszki Osieckiej. Materiał koncertu stworzony i wykonywany wraz z muzykami Franciszkiem Raczkowskim i Mikołajem Kostką (Raczkowski/Kostka Duo), przybrał formę debiutanckiej płyty Magdaleny Doświtek.
Do zespołu Teatru Lalka dołączyła na zaproszenie reżysera i dyrektora teatru Jarosława Kiliana wraz ze spektaklem Boska Komedia w adaptacji Jarosława Mikołajewskiego, z muzyką Grzegorza Turnaua. Wciela się w główne role w spektaklach: Czarnoksiężnik z Krainy Oz oraz O dwóch takich, co ukradli księżyc w reż. Jarosława Kiliana, a także w rolę Anny w spektaklu Dzieci z Bullerbyn w reż. Agnieszki Glińskiej.